# مجلة صحة الأم والطفل
تعد مجلة صحة الأم والطفل مجلة طبية ربع سنوية يتم مراجعتها من قبل الأقران وتغطي صحة الأم والطفل. تأسست في عام 1997 وينشرها سبرينغر العلوم+ وسائل الإعلام التجارية. ويشرف على ذلك، من بين منظمات أخرى، رابطة برامج صحة الأم والطفل، ورابطة معلمي صحة الأم والطفل، وسيتي ماتش . رئيس التحرير هو تيموثي داي (جامعة كلية روتشستر للطب). ووفقًا لتقرير جريدة الاقتباس، فإن المجلة لديها عامل تأثير لعام 2016 يبلغ 1.788.